# Keb' Mo'
Keb' Mo', nome d'arte di Kevin Moore (Los Angeles, 3 ottobre 1951), è un cantautore e musicista statunitense di musica blues. È anche chitarrista di slide guitar.
Ha fatto parte del progetto Playing for Change.
Nel 1996 con il suo album Just Like You ha vinto il Grammy Award for Best Contemporary Blues Album come miglior album blues dell'anno.

## Discografia
- Rainmaker - 1980
- Keb' Mo' - 1994
- Just Like You - 1996
- Slow Down - 1998
- The Door - 2000
- Sessions at West 54th: Recorded Live in New York - 2000
- Big Wide Grin - 2001
- Martin Scorsese Presents the Blues: Keb' Mo' - 2003
- Keep It Simple - 2004
- Peace... Back by Popular Demand - 2004
- Suitcase - 2006
- Live and Mo' - 2009
- The Reflection - 2011
- BLUESAmericana - 2014
- TajMo - 2017
- Oklahoma - 2019
- Good To Be... - 2022